# 앤드루 양
앤드루 양(영어: Andrew Yang, 1975년 1월 13일 ~ )은 미국의 기업인, 정치인이다. 그는 대만계 미국인으로 뉴욕주 출생이다. 컬럼비아 대학교에서 법무박사를 받았으며, 2020년 미국 대통령 선거에 민주당 후보로 출마를 선언했다.

## 생애

### 어린 시절
앤드루 양은 뉴욕주 스키넥터디에서 타이완계 미국인 이민자의 아들로 태어났으며 중국어 이름은 양안택(중국어 간체자: 杨安泽, 정체자: 楊安澤, 병음: Yáng Ānzé)이다. 그의 부모는 버클리 대학교를 졸업하고 물리학 박사 학위를 받았다. 이후 IBM과 제네럴 일렉트릭에서 근무하였다. 그의 어머니는 브라운 대학교에서 통계학석사 학위를 받고 화가가 되었다.
앤드루 양이 초등학교에 입학했을 때, 그는 주변으로부터 인종 차별과 집단 따돌림을 당하였다. 그는 그의 저서에서 말하길, "나는 어린 소년과, 소녀, 혹은 개를 보며 나의 자존심을 세웠다."라고 하였다. 그는 자라서 액스터 아카데미라는 뉴햄프셔주의 기숙학교에 입학했는데, 1992년 졸업하였다. 이후 브라운 대학교에서 경제학 학사학위를, 컬럼비아 로스쿨에서 법무박사 학위를 받았다.

## 경력
컬럼비아 로스쿨을 졸업한 뒤, 그는 데이비스 폴크 & 워드웰에서 변호사 일을 시작하였다. 그는 직장 동료의 Stargiving.com의 발표에 참가하기 위해 회사를 떠났다.Stargiving.com은 몇몇 기업들로부터 투자를 받기도 하였으나 2001년 파산하였다. 그 후, 그는 MMF 시스템에 취직하여 부사장으로서 세번째 직업을 갖게 된다.

### 맨해튼 프렙에서
건강기업 업체에서 4년간 일한 후,그는 MMF 시스템을 떠나 그의 친구의 작은 사업체였던 맨해튼 프렙을 찾아간다. 2006년에 그의 친구는 그에게 CEO 자리를 제안하고, 그는 수락한다. 그가 최고경영자가 되었을 때, 맨해튼 프렙은 GMAT에 예비 시업 프로그램을 제공하고 있었다. 그는 케이플랜으로부터 시험센터를 5곳에서 69곳으로 늘리는 제안을 받아 지었다. 그리고 돌연 2012년에 CEO직을 사임한다.

### 벤쳐 포 아메리카(VFA)
회장직을 사임한 후, 그는 그가 2011년에 "대도시에서의 경제적인 기회와 다음 경영진세대"를 위해 만든 미국을 위한 합작이라는 비영리 단체에서 일을 시작한다. 미국을 위한 합작은 2012년에 200,000 달러와 40명의 대졸자로 시작하였다가 2013년에 69명으로 직원이 늘었다. 그는 볼티모어, 신시내티, 클리블랜드, 뉴올리언스와 필라델피아로 직원들을 파견했다. 2014년에 이르러서 정원이 106명으로 늘어났고, 콜럼버스 (오하이오주), 마이애미, 샌안토니오, 그리고 세인트루이스로 확대되었다.
VFA의 전략은 미국 내 최고 대학의 학생들을 2년간 면접을 통해 선발하여 도시 발전 전략을 연구하는 것을 목표로 하였다. 그의 저서 똑똑한 사람들은 짓는다라는 책에서는, "시골에서 영재들을 뽑아 대도시로 유입한다"라고 말했다. VFA의 목표는 그들의 재능을 살려 경제 발전에 필요한 경영진을 만드는 것이다.
2011년부터 VFA가 자라면서 2017년, 연내 예산이 600만 달러에 달했고, 20개의 미국 도시에 지부를 파견했다. 캔자스시티, 애틀랜타, 볼티모어, 버밍엄, 샬럿, 클리블랜드, 마이애미, 콜럼버스에 이어, 덴버, 내쉬빌에도 지부가 생겼다. VFA는 디트로이트에서 "Startup Acclerator"를 운영하기 시작하고 투자자들의 지원을 요구했다.
그는 2017년 3월에 VFA의 최고경영자 자리에서 물러났다.

## 2020년 미국 대통령 선거 민주당 후보 경선
2017넌 11월 6일에 , 앤드루 양은 연방 선거 준비 위원회 (미국)에 자신이 2020년 미국 대통령 선거에 출마할 것을 선언했다. 그의 선거 캠페인은 대규모 노동자들이 일자리를 잃을 것을 대비하여 한 달에 1000달러를 18세 이상 모든 미국인에게 나누어 주겠다는 공약을 내걸었다. 그리고 남은 두가지 공약은 "모든 사람을 위한 보험"과 "인간 중심의 자본주의"이다. 그의 캠페인 구호는 "인류 우선"으로, 공장 자동화의 따른 노동 실업이 미국의 가장 큰 위협임을 강조하기 위한 것이다.
그의 웹사이트에는 그의 100개의 공약이 나열되어 있다. 앤드루 양은 탄소세의 지지자로, 미국을 기후 변화 협약으로 복귀시킬 것을 약속했다. 그는 성차별과 성 정체성에 기반한 차별 금지 법안을 지지한다. 뉴욕 타임스는 그의 이러한 미디어 규제 정책, 선거일의 공휴일화, 부패 척결, 연방 의원들의 월급 인상 및 의원 외 타 직업을 제한하는 새 정책들을 기사화하였다.
그는 마틴 포드의 자동화와 직업시장과 경제의 인공지능화에 관한 그의 저서 "로봇의 등장: 기술과 최저고용 미래의 위협"를 읽은 후, 최저임금의 지지자가 되었다고 말했다.
그는 히람 펑과 팻시 밍크에 이은 세번째 동양인 대통령 후보이며, 민주당 대통령 후보 경선의 첫번째 동양인 후보이다.
2019년 6월 28일, 그는 20개 주 최소 130,000명으로부터 기부금을 받았다. 그것으로 제 1차, 2차, 3차, 4차 민주당 경선에서 모두 토론 할 수 있게 되었다. The
민주당 국가 위원회는 그가 6월 27에 열리는 1차 경선 토론의 두번째 날 저녁에 토론하도록 결정지었다. 첫번째 토론에서 그는 2분 56초동안 2개의 질문만을 받았다. 최소 시간이었다.그는 처음에 마이크의 결함 때문이라고 주장했다. NBC의 대변인은 "토론 중 마이크는 꺼지거나 이상이 있지 않았다"라고 밝혔다. 그러나 그와 그의 지지자들은 비디오를 통해 아무것도 들리지 않았다고 주장했다.
양의 지지자들은 "양 갱"이라고 불리는데, 레딧, 페이스북, 인스타그램, 트위터 등을 통하여 밈과 캠페인 활동을 펼치고 있다.

## 뉴욕 시장 후보 경선, 민주당 탈당
그는 2021년 1월 뉴욕 시장 선거 출마를 공식 선언했다. 하지만 민주당 뉴욕 시장 후보 경선에서 4위를 기록하면서 탈락했다.
그는 2021년 10월 4일에 민주당과 공화당으로 양분된 미국의 정치 상황을 지적하면서 민주당원이라는 자신의 한계에서 벗어나기 위하여 민주당에서 탈당한다고 밝혔다. 그는 2021년 10월 5일에 전진당(Forward party) 창당을 발표했다.

## 개인적인 삶
그는 뉴욕에서 아내 애블린과 두 자녀와 함께 살고 있다. 미국 개혁교회 신자이나, 종교적이지는 않다고 밝혔다.

## 저서
- 앤드루 양 지음 ; 장용원 옮김 (2019). 《보통 사람들의 전쟁 : 기계와의 일자리 전쟁에 직면한 우리의 선택》. 서울 : 흐름출판. ISBN 9788965962977.

## 같이 보기
- 대만계 미국인